# Great Barr Hall

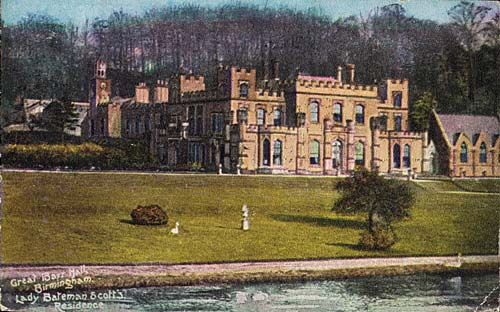
Postkarte von 1907

Die Great Barr Hall ist ein denkmalgeschütztes Herrenhaus in Great Barr nördlich von Birmingham. 1777 von der adeligen Familie Scott errichtet, war es nach dem Ersten Weltkrieg Teil eines psychiatrischen Krankenhauses, dem St. Margereth’s Hospital. Nach der Stilllegung des Geländes Ende der 1970er Jahre verfiel das Gebäude und wird seit 2005 im Rahmen einer Geländeumwidmung wieder aufgebaut. Great Barr Hall gilt neben Soho House als wichtigster Treffpunkt der Lunar Society zwischen 1790 und 1799.
Das Haupthaus wurde um 1777 an Stelle eines Gebäudes von etwa 1650, dem so genannten Nether House, errichtet. Auftraggeber war Joseph Scott (1752–1828), der Great Barr als Wohnsitz für sich und seine Familie ausgewählt hatte und nun Haus und Park angemessen zu gestalten bestrebt war. Als Scott aber 1788 in finanzielle Schwierigkeiten geriet, sah er sich gezwungen, das Anwesen zu verpachten. Als finanzstarker Pächter fand sich Samuel John Galton, ein Unternehmer und Bankier der frühen industriellen Revolution und Mitglied der Lunar Society. Das Anwesen bot durch seine große Zahl von Räumen auch die Möglichkeit, Treffen der Gelehrtengruppe der Lunar Society abzuhalten und gegebenenfalls Übernachtungsplätze anzubieten. So wurde Great Barr Hall zwischen 1790 und 1799 zum beliebten Anlaufpunkt für bekannte Personen wie James Watt, Joseph Priestley, Josiah Wedgwood und William Murdoch.
1791 fiel das Gelände nach dem Tod des Erbauers an Sir Francis Scott, 3. Baronet, der nach Auslaufen des Pachtvertrags dorthin zog und 1863 auf Great Barr Hall starb. 1840 und 1863 wurde das ursprüngliche Gebäude nach einem Entwurf des bekannten Architekten George Gilbert Scott umgebaut und besonders um eine sehr prägnante Kapelle erweitert, die aber nie geweiht wurde und als Billardsaal diente. Nach dem Tod der Witwe Scotts (1909) wurde das Gelände 1911 von einem Krankenhaus erworben und ab 1918 zu einem Asyl für geistig Gestörte umgebaut. Ursprünglich wurde auch das Herrenhaus zu diesem Zweck genutzt, doch nach Fertigstellung der neuen Bauten für das Asyl wurde die Nutzung von Great Barr Hall eingestellt. Obwohl das damals bereits stark heruntergekommene Herrenhaus noch 1971 in die Liste der denkmalgeschützten Gebäude aufgenommen wurde verfiel es nach dem Ende des Hospitalbetriebs 1978 zusehends. Anfang der 1990er Jahre bestand Great Barr Hall nur noch aus den Grundmauern und dem Uhrenturm. Nur der zugehörige Landschaftspark wurde gepflegt und für die Öffentlichkeit geöffnet.
Nach einem Beschluss der Gesundheitskommission der Stadt wurde das Gelände 1997 an einen privaten Investor verkauft, der die alten Gebäude des Hospitals abreißen und mit neuen Siedlungshäusern überbauen wollte. Nach einiger Aufregung in der Stadtbevölkerung bekam er die Auflage, die Ruine des Herrenhauses nicht etwa abzureißen, sondern zu restaurieren. Great Barr Hall soll deswegen mit Appartements ausgebaut werden. Die Bauarbeiten auf dem Gelände der ehemaligen Anstalt begannen 2005. Etwa einen Monat vor Beginn der Arbeiten brannte der historische Teil der Ruine durch Brandstiftung aus, der Uhrturm musste aufgrund der Schäden abgebrochen werden. Obwohl es für einige Zeit so aussah, als ob die Ruine in Gänze abgerissen werden müsste konnte ein großer Teil der Außenmauern erhalten und der vorgesehenen Renovierung zugeführt werden.